# Pattada
Pattada (sardinski: Patàda) je grad i općina (comune) u pokrajini Sassariju u regiji Sardiniji, Italija. Nalazi se na nadmorskoj visini od 794 metra i ima 3 084 stanovnika.
 Prostire se na 164,88 km². Gustoća naseljenosti je 19 st/km².
Susjedne općine su: Benetutti, Buddusò, Bultei, Nughedu San Nicolò, Nule, Oschiri, Osidda i Ozieri.